# آريا نسيمي شاد
آريا نسيمي شاد (مواليد 7 نوفمبر 1999) هو سبّاح إيراني، مثّل بلاده في الألعاب الأولمبية الصيفية 2016.

## روابط خارجية
آريا نسيمي شاد على موقع الاتحاد الدولي للسباحة (الإنجليزية)
- آريا نسيمي شاد على موقع أوليمبيديا (الإنجليزية)